# Eric Radford
Eric Radford (Winnipeg, 27 januari 1985) is een Canadees voormalig kunstschaatser. Radford en zijn partner Meagan Duhamel namen deel aan twee edities van de Olympische Winterspelen: Sotsji 2014 en Pyeongchang 2018. Ze wonnen individueel en met het team olympisch goud, zilver en brons. Duhamel en Radford veroverden twee keer de wereldtitel en twee keer de titel bij de 4CK.

## Biografie

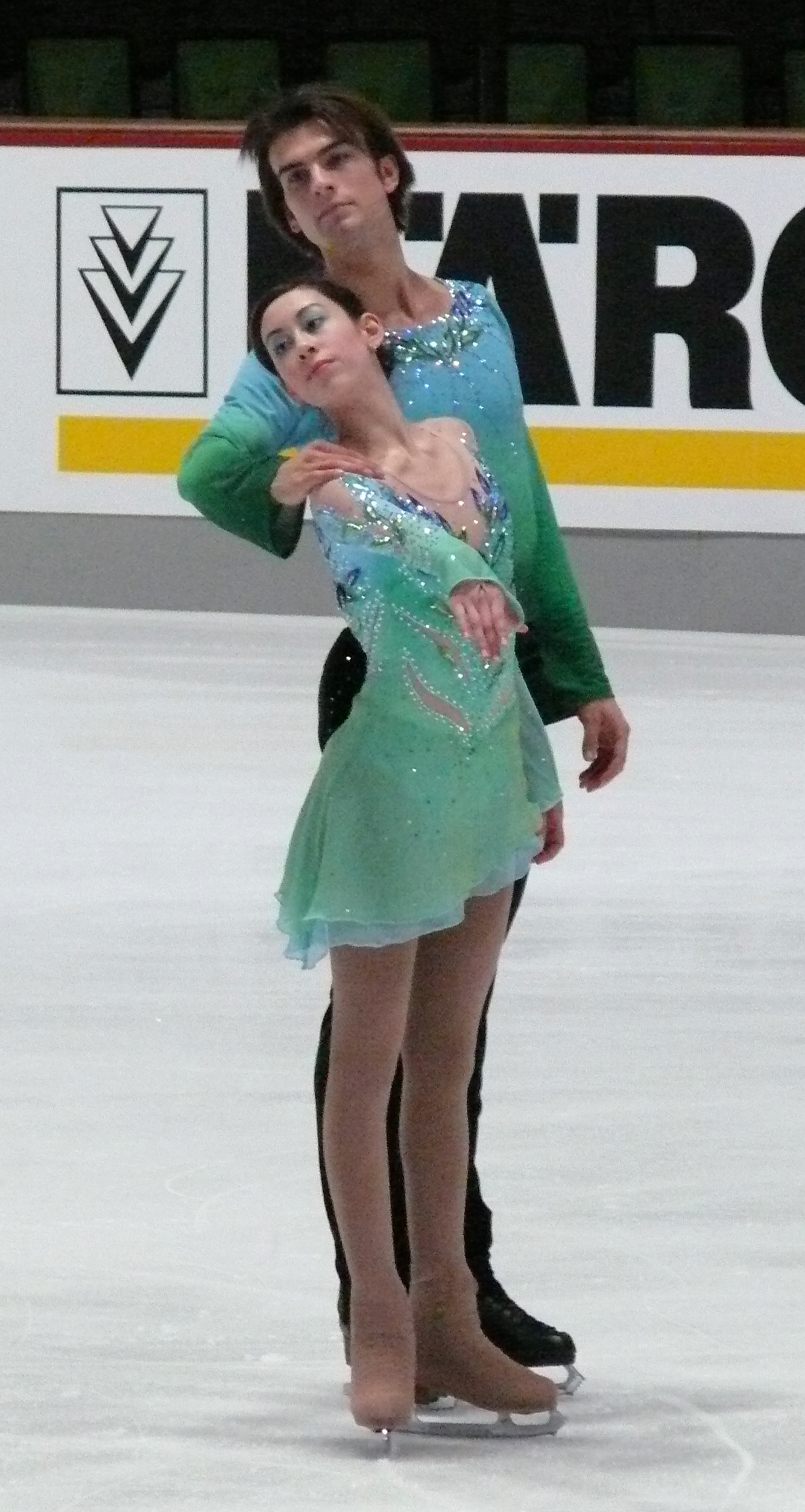
Radford en Rachel Kirkland (2008)

Radford begon in 1992 met kunstschaatsen. Hij was aanvankelijk vooral actief als soloschaatser, maar hij nam ook met diverse partners deel aan wedstrijden bij het paarrijden. Met Sarah Burke deed hij mee aan enkele wedstrijden uit de Junior Grand Prix-serie, terwijl hij met Rachel Kirkland en Anne-Marie Giroux vooral in eigen land actief was. Individueel werd Radford in 2004 nationaal kampioen bij de junioren.
In 2010 vervolgde hij zijn carrière met Meagan Duhamel. Ze werden zeven keer Canadees kampioen, wonnen twee keer goud en twee keer zilver bij de 4CK en twee keer goud en twee keer brons bij de WK. Daarnaast namen Duhamel en Radford deel aan twee edities van de Olympische Winterspelen, Sotsji 2014 en Pyeongchang 2018. Hier wonnen ze in totaal drie olympische medailles: goud (2018) en zilver (2014) met het landenteam en brons (2018) bij de paren. Ze voerden in 2014 tijdens een wedstrijd een geworpen viervoudige Salchow uit en oefenden er een geworpen viervoudige Lutz.
Radford is openlijk homoseksueel. Hij kwam in 2014, als eerste kunstschaatser op het hoogtepunt van zijn carrière, uit voor zijn geaardheid. Als ambassadeur van het #OneTeam-programma van het Canadese Olympisch Comité probeert Radford homofobie binnen de sport uit te bannen. Na een twee jaar durende verloving huwde hij op 12 juli 2019 met de Spaanse kunstschaatser Luis Fenero.
Duhamel en Radford maakten in april 2018 bekend hun sportieve carrière te beëindigen.

## Persoonlijke records
Duhamel/Radford
| records             | punten | datum      | toernooi     |
| ------------------- | ------ | ---------- | ------------ |
| Hoogste totaalscore | 231.99 | 02-04-2016 | WK           |
| Hoogste korte kür   | 078.39 | 28-10-2016 | Skate Canada |
| Hoogste vrije kür   | 153.81 | 02-04-2016 | WK           |

## Belangrijke resultaten
2003-2005 met Sarah Burke, 2005-2009 met Rachel Kirkland, 2009/10 met Anne-Marie Giroux, 2010-2018 met Meagan Duhamel
| Kampioenschap                | 02/03  | 03/04 | 04/05   |        | 05/06         | 06/07         | 07/08         | 08/09         |               | 09/10         |               | 10/11         | 11/12         | 12/13         | 13/14         | 14/15         | 15/16         | 16/17         | 17/18 |
| ---------------------------- | ------ | ----- | ------- | ------ | ------------- | ------------- | ------------- | ------------- | ------------- | ------------- | ------------- | ------------- | ------------- | ------------- | ------------- | ------------- | ------------- | ------------- | ----- |
| Olympische Spelen            |        |       |         |        |               |               |               |               |               |               |               | 7e · (team)   |               |               |               | · (team)      |               |               |       |
| Wereldkampioenschap          |        |       |         |        |               |               |               |               | 7e            | 5e            | Brons         | Brons         | Goud          | Goud          | 7e            |               |               |               |       |
| Viercontinentenkampioenschap |        |       |         |        |               |               |               |               | Zilver        | 4e            | Goud          |               | Goud          | t.z.t.        | Zilver        |               |               |               |       |
| Grand Prix-finale            |        |       |         |        |               |               |               |               |               | 5e            | 4e            | 5e            | Goud          | Zilver        | Brons         | Brons         |               |               |       |
| Nationaal kampioenschap      |        |       | 15e (*) |        | 5e            | 5e            | 7e            | 8e            | Zilver        | Goud          | Goud          | Goud          | Goud          | Goud          | Goud          | Goud          |               |               |       |
| NK junioren                  | 4e (*) | (*)   | 4e      | Zilver | geen deelname | geen deelname | geen deelname | geen deelname | geen deelname | geen deelname | geen deelname | geen deelname | geen deelname | geen deelname | geen deelname | geen deelname | geen deelname | geen deelname |       |

(*) solo, bij de mannen
2014: Pljoesjtsjenko, Lipnitskaja, Volosozjar/Trankov, Stolbova/Klimov, Bobrova/Solovjov, Ilinych/Katsalapov ·
2018: Chan, Osmond, Daleman, Duhamel/Radford, Virtue/Moir ·
2022: Chen, Zhou, Chen, Knierim/Frazier, Hubbell/Donohue, Chock/Bates
- Library of Congress Control Number: no2018131214
- Virtual International Authority File: 37153895169402410007
- WorldCat: E39PBJwmPPhQYKWHtHqxmQGj4q